# 武汉大学土木建筑工程学院
武汉大学土木建筑工程学院是武汉大学的一个学院，位于工学部。学院内设有岩土与道桥工程系、建筑工程系、工程管理系、工程力学系、市政工程系、力学实验教学中心、以及土木工程实验中心。

## 历史
- 2001年由武汉水利电力大学土木及建筑学院和武汉测绘科技大学城市建设学院相关专业合并而成,最早源于1928年国立武汉大学工学院土木系。
- 原武汉水利电力大学土木与建筑学院源于1928年国立武汉大学工学院的土木系。1952年，全国高等院校院系调整时，土木系从武汉大学调整到中南土建学院时，其中土力学、建筑力学、钢筋混凝土等教研室并入武汉大学水利学院，1954年成建制并入武汉水利学院水利土壤改良系和水利施工系;1984年6月武汉水利电力学院成立建筑工程系;1996年建筑工程系更名为建筑工程学院;1998年土力学、结构力学、材料力学和弹性力学四个教研室调整到建筑工程学院，并更名为土木与建筑学院。
- 原武汉测绘科技大学1984年成立工业与民用建筑筹建办公室，挂靠工程测量系;1990年成立建筑工程系，与工程测量系合署办公;1992年建筑工程系从工程测量系分离出来，独立建制运行;1993年建筑工程系与城市规划中心(1985年成立)合并，组建城市建设学院。[3]

## 本科
- 土木工程
- 给排水科学与工程
- 工程力学[1]

## 研究生
- 一级博士
  - 力学
  - 土木工程
- 二级博士
  - 固体力学
  - 工程力学
  - 流体力学
  - 岩土工程
  - 结构工程
  - 防灾减灾工程及防护工程
  - 市政工程
- 博士后
  - 土木工程[1]